# Дюлонг, Пьер Луи
Пьер Луи Дюлонг (фр. Pierre Louis Dulong; 12 февраля 1785, Руан — 19 июля 1838, Париж) — французский химик и физик. Член Парижской академии наук и её секретарь.

## Биография
Изучал медицину в Париже, после чего работал химиком в лаборатории Клода Бертолле в Политехнической школе. С 1811 года — профессор химии в Ветеринарной школе в Париже, а с 1820 года — профессор физики в Политехнической школе (с 1830 года — её директор). В 1823 году стал членом Парижской академии наук, а в 1832 году стал её секретарём.

## Научная деятельность
Основные научные исследования посвящены общей и неорганической химии. В 1811 году впервые получил хлорид азота; работая с этим легко взрывающим веществом, Дюлонг лишился глаза и трёх пальцев. В 1815 году независимо от Г. Дэви и почти одновременно с ним предложил водородную теорию кислот. Первым выделил фосфорноватистую кислоту, исследовал состав и свойства щавелевой кислоты и её солей; изучал реакцию термического разложения оксалатов. В 1824—1830 годах совместно с Д.Ф. Араго определил давление насыщенного водяного пара при различных температурах (до 224 °C) и выполнил экспериментальную проверку закона Бойля — Мариотта при давлениях до 27 атм. В 1830 году сконструировал водяной калориметр.
Многие исследования были выполнены Дюлонгом в сотрудничестве с профессором физики Политехнической школы А.Т. Пти. В 1816 году они изобрели катетометр — прибор для измерения вертикального расстояния между двумя точками, которые не лежат на одной вертикали. В 1818 году Дюлонг и Пти вывели общую формулу для скорости охлаждения твёрдых тел.
Главным научным достижением Дюлонга стал установленный совместно с Пти в 1819 году закон теплоёмкости твёрдых тел. Согласно данному закону, произведение удельных теплоёмкостей простых твёрдых тел на атомную массу образующих элементов есть величина постоянная (в современных единицах измерения равная примерно 25 Дж·г−1·К−1). Эта закономерность, известная в настоящее время под названием «закон Дюлонга — Пти», послужила впоследствии основой метода приближённой оценки атомных масс тяжёлых элементов.